# Transfer Orbit Stage

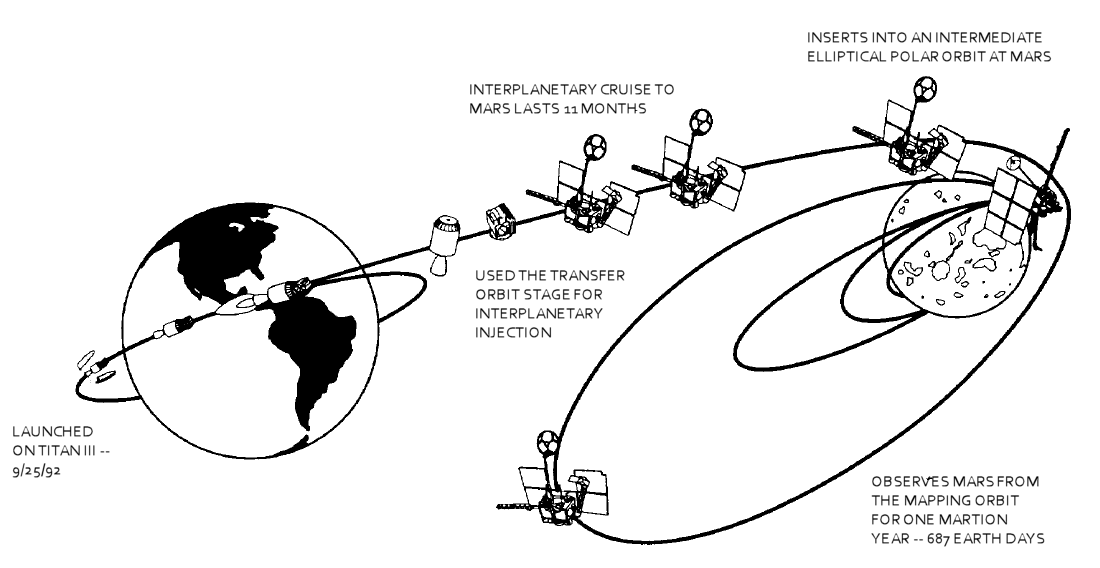
Der Ablauf des Fluges des Mars Observers im Schema, das auch den Einsatz der Transfer Orbit Stage verdeutlicht. Nachdem die Titan III in ihrer Nutzlastspitze TOS und Satellit in eine niedere Erdumlaufbahn transportiert hatte, wird die Hülle der Nutzlastspitze abgetrennt und die Transfer Orbit Stage beschleunigt den Satelliten Richtung Mars.

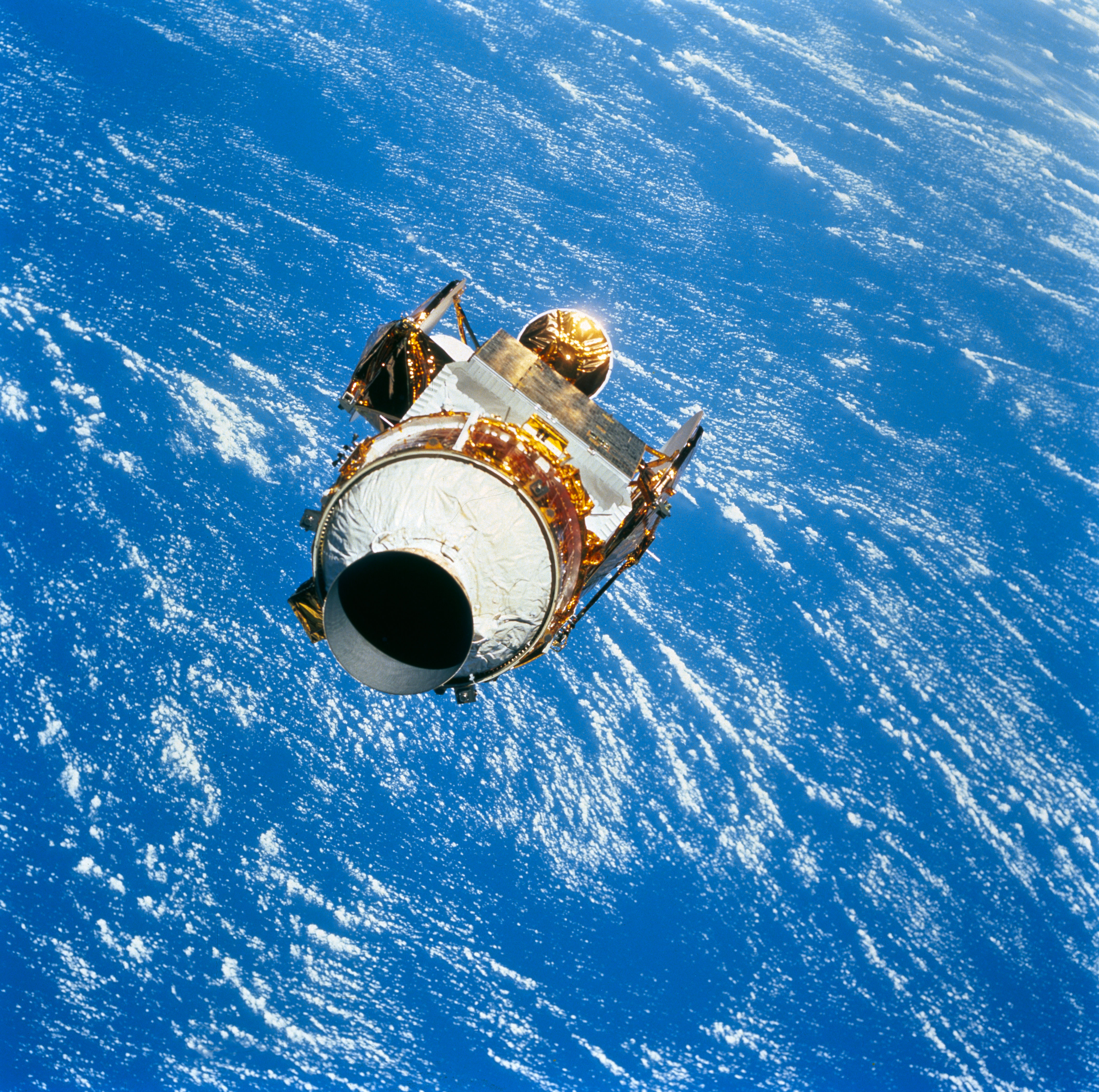
Blick auf die Transfer Orbit Stage, darüber der ACTS.

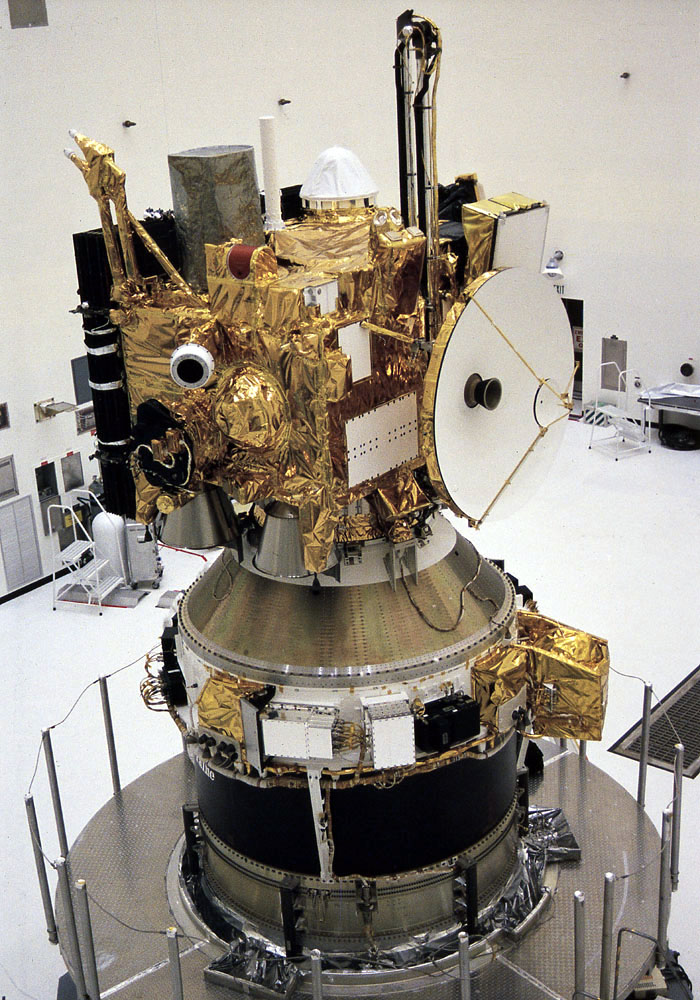
Die Vorbereitung der Kombination Mars Observer und Transfer Orbit Stage (TOS) vor deren Integration in die Nutzlastspitze der Titan III.

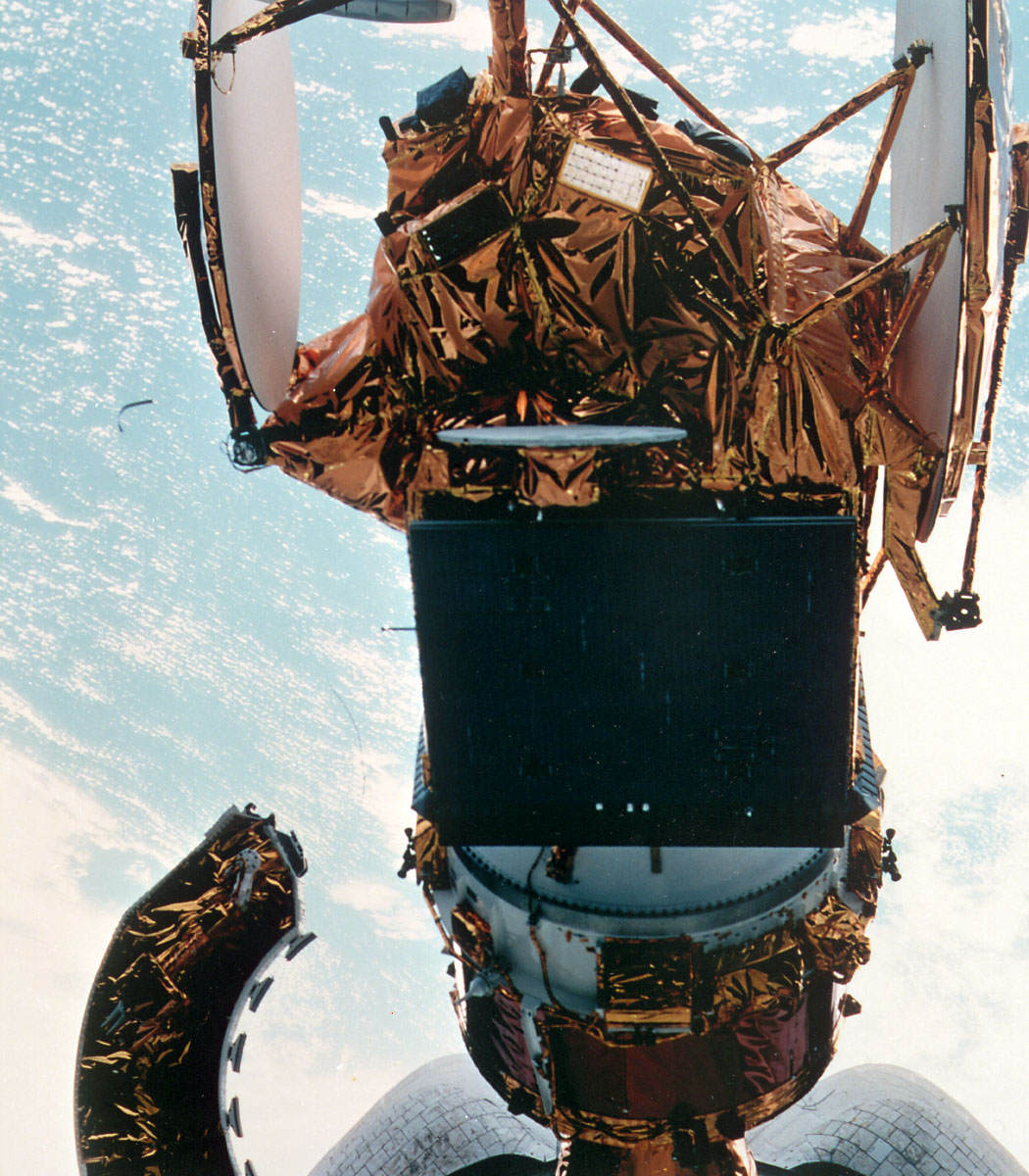
Aussetzen des ACT-Satelliten.

Die Transfer Orbit Stage (TOS; deutsch „Transfer-vom-Orbit-Stufe“) war eine Feststoffraketenstufe, die von der mit dieser Produktidee von David Thompson, Scott Webster und Bruce Ferguson 1982 gegründeten Orbital Sciences Corporation, heute Orbital ATK, für die NASA entwickelt wurde.

## Einsätze
Die Raketenstufe wurde nur zweimal eingesetzt. 

### Mars Observer
Der Mars Observer startete am 25. September 1992 an Bord einer Trägerrakete vom Typ Titan III/Commercial von Launch Complex 40 auf Cape Canaveral ins All. Nach Erreichen der Erdumlaufbahn wurde der Satellit mittels der Transfer Orbit Stage  Richtung Mars beschleunigt, den er ordnungsgemäß erreichte. Dort jedoch nach Übersendung von zwei Bildern verlor die NASA den Funkkontakt.

### Advanced Communications Technology Satellite
Während der Mission STS-51 der Raumfähre Discovery wurde am 12. September 1993 der NASA-Satellit Advanced Communications Technology Satellite (ACTS) von der niederen Erdumlaufbahn, auf dem die Raumfähre flog, mittels der TOS auf eine Geosynchrone Umlaufbahn befördert. Die Mission war erfolgreich, der 500-Millionen-Dollar teure Satellit wurde über seine reguläre Einsatzzeit von 1993 bis 2000 hinaus, noch bis 28. April 2004 durch ein Konsortium betrieben, das von der Universität Ohio angeführt wurde, und dann in eine Parkposition überführt.